# Кохани (Україна)

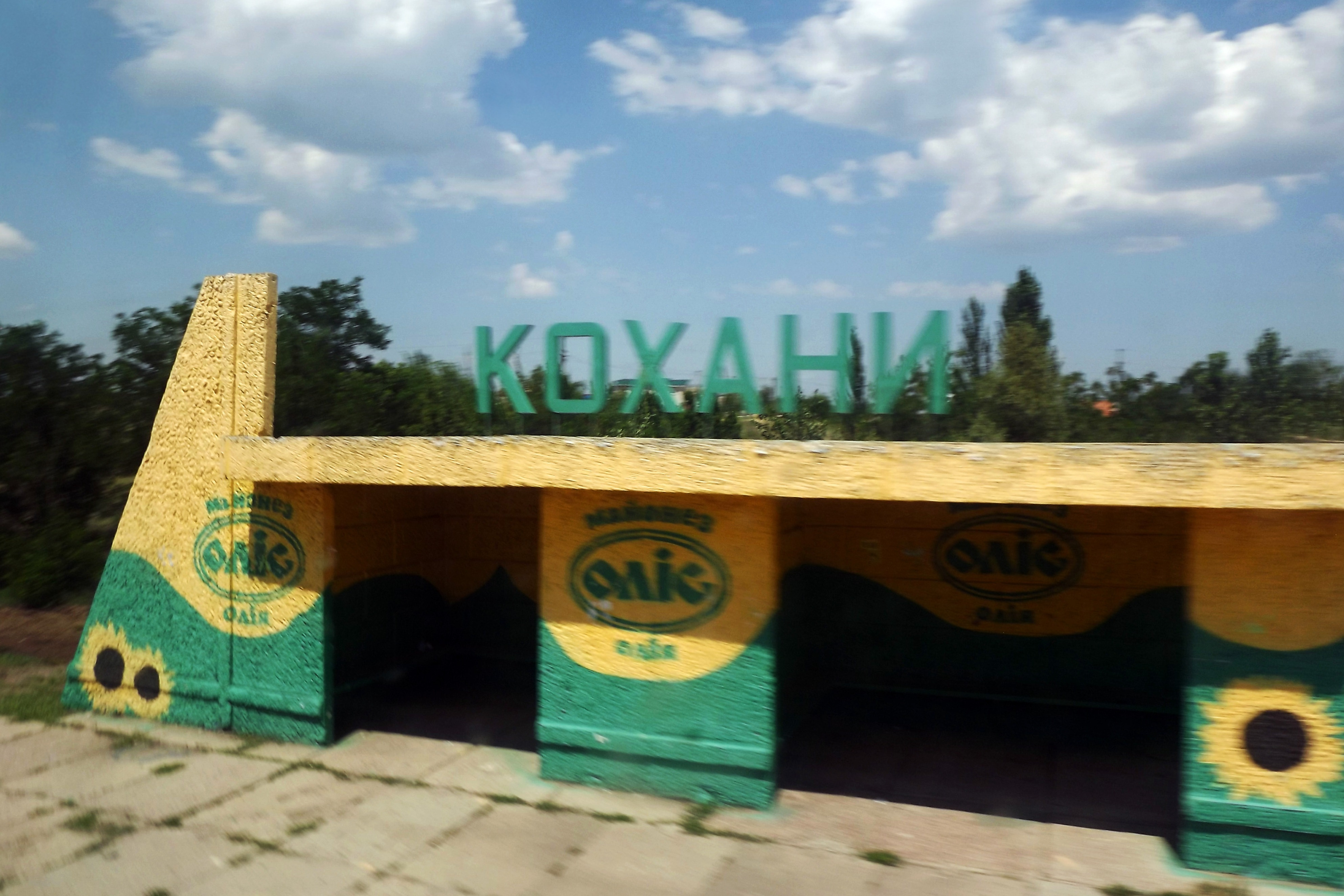
Автобусна зупинка на автошляху

Кохани́ — село в Україні, у Голопристанській міській громаді Скадовського району Херсонської області. Населення становить 348 осіб.

## Новітня історія

### Російське вторгнення в Україну (з 2022)
24 лютого 2022 року, в перший день російського вторгнення в Україну, село було окуповано російськими військами.
6 червня 2023 року російські війська підірвали греблю Каховської ГЕС. Вода пішла по нижній течії річки Дніпро й підтопила окуповане село Кохани.
Вода дійшла до другого поверху, жителі рятувалися на горищах і дахах будівель. Російські військові залишили свої позиції й не допомагали цивільним. Навіть через тиждень, коли вода почала спадати, люди не мали доступу до власних будинків.
15 березня 2024 року російські військові з в/ч 11843 розстріляли трьох цивільних жителів села.

## Населення
Згідно з переписом УРСР 1989 року чисельність наявного населення села становила 341 особа, з яких 161 чоловік та 180 жінок.
За переписом населення України 2001 року в селі мешкало 346 осіб.

### Мова
Розподіл населення за рідною мовою за даними перепису 2001 року:
| Мова       | Відсоток |
| ---------- | -------- |
| українська | 80,75 %  |
| російська  | 18,97 %  |
| молдовська | 0,29 %   |

## Інфраструктура
В селі розвинене приватне тепличне господарство. Тут розташований садовий центр «Фазенда» та православна каплиця.

### Транспорт
Через Кохани проходить регіональний автошлях Р57. Відстань до районного центру — 3 км.